# 比爾莫爾鎮區 (密蘇里州俄勒岡縣)
比爾莫爾鎮區（英語：Billmore Township）是位於美國密蘇里州俄勒岡縣的一個行政鎮區。

## 地方資料
比爾莫爾鎮區的面積為32.49平方千米，當中陸地面積為32.13平方千米，而水域面積為0.36平方千米。根據2020年美國人口普查的數據，當地共有人口70人，而人口密度為每平方千米2.15人。